# Сенько, Юрий Васильевич
Юрий Васильевич Сенько (род. 28 января 1941) — советский и российский учёный-педагог, академик РАО (2001).

## Биография
Юрий Васильевич Сенько родился 28 января 1941 года.
Окончил физико-математический факультет Барнаульского педагогического института и ещё во время учёбы начал работать по специальности.
После окончания ВУЗа работал учителем физики, заведующим кабинетом физики в Алтайском краевом институте усовершенствования учителей.
Окончив аспирантуру при МГПИ имени В. И. Ленина и досрочно защитив кандидатскую диссертацию, возвращается в родной институт на кафедру педагогики, становится её доцентом.
Через несколько лет — заведующий кафедрой педагогики Лесосибирского педагогического института, где создает факультет педагогики и методики начального образования, становится его деканом, защищает докторскую диссертацию и занимает должность проректора по научной работе.
В 1990 году — возвращается на Алтай и организует в Алтайском государственном университете кафедру педагогики, открывает при ней докторантуру, ведет педагогический отдел журнала «Известия АГУ».
В 1992 году — избран членом-корреспондентом, а в 2001 году — академиком Российской академии образования.

## Научная деятельность
Специалист в области гуманитаризации педагогического процесса. В рамках этого направления исследуются теоретические и методологические проблемы общеобразовательной и высшей школы.
Автор более 250 работ, среди которых фундаментальные научные труды: «Гуманитарные основы педагогического образования» (Москва, 2000 г.), «Педагогика понимания» (Москва, 2007 г.), «Стиль педагогического мышления в вопросах» (Москва, 2009 г.), «Образование в гуманитарной перспективе» (Москва, 2011 г.), адресованные слушателям системы дополнительного профессионального образования.
Под его руководством подготовлены и защищены пять докторских и более тридцати кандидатских диссертаций.
Член редакций журналов «Образование в Сибири», «Сибирский учитель», «Культура. Наука. Образование».
Член Совета старейшин при губернаторе Алтайского края.

## Награды
- Премия Правительства Российской Федерации в области образования (в составе группы, за 2009 год) — за создание научно-практической разработки «Оптимизация педагогического процесса в классическом университете»[2]
- Заслуженный работник высшей школы Российской Федерации
- Отличник народного просвещения Российской Федерации
- Медаль К. Д. Ушинского